# Jamie Foreman
Jamie L. Foreman es un actor británico conocido por haber interpretado a Derek Branning en EastEnders.

## Biografía
Su padre es Freddie Foreman, un notorio gánster de Londres durante la década de 1960.
Jamie tiene un hijo de una relación anterior llamado Louis Foreman.
Jamie estuvo casado con la actriz Carol Harrison y tuvieron un hijo, Alfie Foreman.

## Carrera
En 1995 apareció por primera vez en la serie médica Casualty interpretando a Phil Pearson en el episodio "Heartbreak Hotel". Después volvió a la serie en 1999, esta vez interpretando a Gil Stephens en los episodios "Love Over Gold: Part 1 & 2"; y en el 2008 apareció de nuevo, esta vez interpretando a Henry en el episodio "Took a Long Time to Come".
En 1997 apareció por primera vez en la serie policíaca The Bill interpretando a James Fender en el episodio "Crime Management". Previamente Jamie había aparecido en la serie cuatro veces: la primera fue en 1985 cuando interpretó a Barrowboy en el episodio "Hostage", luego interpretó a Peter Bull en 1990 durante el episodio "Know Your Enemy", posteriormente interpretó a Russ Turner en el episodio "Last Night of Freedom" en 1992 y finalmente. en 1996 dio vida a Theo Lentus en el episodio "Dead Man's Hand".
En el 2004 apareció en la película Layer Cake interpretando a Duke, un asesino a sueldo contratado por Jimmy Price  (Kenneth Cranham).
El 24 de noviembre de 2011 se unió al elenco principal de la exitosa serie británica EastEnders, donde interpretó al malvado y cruel Derek Branning, hasta el 25 de diciembre de 2012, cuando su personaje murió a causa de un ataque al corazón. En 1991 Jamie apareció por primera vez en la serie el 5 de marzo interpretando a un contratista. Anteriormente Derek fue interpretado por el actor Terence Beesley en 1996.  

## Filmografía

### Series de Televisión
| Año         | Título                | Personaje               | Notas                                 |
| ----------- | --------------------- | ----------------------- | ------------------------------------- |
| 2011 - 2012 | EastEnders            | Derek Branning          | 145 episodios                         |
| 2009        | Law & Order: UK       | Oficial Ray Griffin     | episodio "Samaritan"                  |
| 2009        | Minder                | Danny Blake             | episodio "Thank Your Lucky Stars"     |
| 2008        | Casualty              | Henry                   | episodio "Took a Long Time to Come"   |
| 2009        | Heroes and Villains   | Comerciante de Esclavos | episodio "Spartacus"                  |
| 2007        | Hustle                | Dickie Brennan          | episodio "Signing Up to Wealth"       |
| 2006        | Doctor Who            | Eddie Connolly          | episodio "La caja tonta"              |
| 2006        | My Family             | Terry                   | episodio "An Embarrassment of Susans" |
| 2005        | The Last Detective    | Leonard Crowe           | episodio "Willesden Confidential"     |
| 2004        | Family Business       | Marky Brooker           | episodio # 1.1                        |
| 2003        | Family                | Dave Cutler             | miniserie                             |
| 2002        | Murder in Mind        | Stuart Jackson          | episodio "Flashback"                  |
| 2002        | Rescue Me             | Roy Carter              | episodio # 1.3                        |
| 2001        | Micawber              | Ismail Kane             | episodio "Micawber Learns the Truth"  |
| 2001        | High Stakes           | Brian Wallis            | 2 episodios                           |
| 2000        | Black Cab             | Dave                    | episodio "Talk Radio"                 |
| 2000        | Without Motive        | Detective Jim Boulter   | tv serie                              |
| 1999        | Murder Most Horrid    | Detective Brown         | episodio "Whoopi Stone"               |
| 1997        | Bugs                  | Decker                  | episodio "Identity Crisis"            |
| 1997        | The Hunger            | Dean                    | episodio "The Swords"                 |
| 1997        | Melissa               | Hood                    | miniserie                             |
| 1997        | The Bill              | James Fender            | episodio "Crime Management"           |
| 1997        | The Detectives        | Billy                   | episodio "Cardiac Arrest"             |
| 1993 - 1994 | The House of Eliott   | Gerry Althorpe          | 6 episodios                           |
| 1992        | Between the Lines     | Oficial Roper           | episodio "Out of the Game"            |
| 1992        | Inspector Morse       | Chas                    | episodio "Happy Families"             |
| 1988        | Witness               | Ron Daker               | episodio "Linda's Secret"             |
| 1988        | London's Burning      | Oficial Pope            | episodio # 1.1                        |
| 1985        | Dempsey and Makepeace | Ramsey                  | episodio "No Surrender"               |
| 1984        | Shine on Harvey Moon  | Amigo del Fontanero     | episodio "Fools Rush In"              |
| 1984        | Letty                 | Pete Sloan              | miniserie                             |
| 1983        | Johnny Jarvis         | Manning                 | 6 episodios                           |
| 1982        | Squadron              | Doger Dickens           | episodio "Mascot"                     |
| 1981        | Kiving                | Empleado                | episodio "Creature of the Xux"        |
| 1978        | Wings                 | Aviador Bates           | 2 episodios                           |
| 1977        | King of the Castle    | Ripper/Guerrero         | 6 episodios                           |
| 1977        | Holding On            | Charlie, de joven       | 2 episodios                           |
| 1977        | A Bunch of Fives      | Chris Taylor            | tv serie                              |

### Películas
| Año  | Título                     | Personaje          | Notas |
| ---- | -------------------------- | ------------------ | --- |
| 2014 | Vengeance                  | Danny              | junto a Jeff Rawle, Ronnie Fox, Leslie Grantham & Lucy-Jane Quinlan                                       |
| 2013 | The Hooligan Factory       | -                  | junto a Jason Maza, Tom Burke & Ray Fearon                                                                |
| 2012 | Hard Shoulder              | Dog                | junto a Wil Johnson, Jon Campling & Angela Dixon                                                          |
| 2012 | St George's Day            | Nixon              | junto a Charles Dance, Vincent Regan, Dexter Fletcher, Keeley Hazell, Luke Treadaway & Ashley Walters     |
| 2012 | The Grind                  | Dave               | junto a Zoe Tapper, Gordon Alexander, Kellie Shirley & Freddie Connor                                     |
| 2011 | Screwed                    | Rumpole            | junto a James D'Arcy, Noel Clarke, Kate Magowan & Ray Panthaki                                            |
| 2011 | Ironclad                   | Coteral            | junto a James Purefoy, Brian Cox, Kate Mara, Derek Jacobi, Paul Giamatti, Jason Flemyng & Aneurin Barnard |
| 2010 | Baseline                   | Terry              | junto a Gemma Atkinson, Dexter Fletcher & Gordon Alexander                                                |
| 2010 | Just for the Record        | Graham             | junto a Steven Berkoff, Danny Dyer, Joe Egan & Craig Fairbrass                                            |
| 2009 | The Devil's Wedding        | Narrador           | corto - junto a Pip Carter, Stephen Graham & Lena Headey                                                  |
| 2008 | Inkheart                   | Basta              | junto a Brendan Fraser, Sienna Guillory, Paul Bettany, Helen Mirren & Andy Serkis                         |
| 2008 | Out There                  | Graham             | corto - junto a Lucy Russell, Tom Mison & Pavel Douglas                                                   |
| 2007 | Botched                    | Peter              | junto a Alan Smyth, Stephen Dorff, Sean Pertwee, Jaime Murray & Hugh O'Conor                              |
| 2005 | Oliver Twist               | Bill Sykes         | junto a Barney Clark, Ben Kingsley, Jeremy Swift, Ian McNeice & Richard Durden                            |
| 2004 | Layer Cake                 | Duke               | junto a Daniel Craig, Michael Gambon, Tom Hardy, Sally Hawkins & Sienna Miller                            |
| 2004 | The Football Factory       | Cabbie             | junto a Danny Dyer, Frank Harper, Tamer Hassan & Kara Tointon                                             |
| 2003 | I'll Sleep When I'm Dead   | Mickser            | junto a Clive Owen, Charlotte Rampling, Jonathan Rhys Meyers, Malcolm McDowell & Ken Stott                |
| 2003 | Danielle Cable: Eyewitness | Keith Phelan       | junto a Bill Paterson, Lindsey Coulson & Joanne Froggatt                                                  |
| 2002 | Out Of Control             | Jim                | junto a Tamzin Outhwaite & Leo Gregory                                                                    |
| 2001 | Goodbye Charlie Bright     | Tony               | junto a Phil Daniels, Paul Nicholls, Danny Dyer, David Thewlis, Nicola Stapleton & Tameka Empson          |
| 2000 | Breathtaking               | Brian Maitlandeter | junto a Joanne Whalley, Lorraine Pilkington & Neil Dudgeon                                                |
| 2000 | Remember a Day             | Productor          | junto a Darryl Read, Zoot Money & Jenny Fabian                                                            |
| 2000 | Gangster No. 1             | Lennie Taylor      | junto a Malcolm McDowell, David Thewlis, Paul Bettany, Saffron Burrows, Andrew Lincoln & Johnny Harris    |
| 2000 | Saving Grace               | China MacFarlane   | junto a Brenda Blethyn, Craig Ferguson & Martin Clunes                                                    |
| 1999 | Sleepy Hollow              | Oficial de Policía | junto a Johnny Depp, Christina Ricci, Miranda Richardson, Michael Gambon, Ian McDiarmid & Michael Gough   |
| 1999 | This Year's Love           | Billy              | junto a Annabelle Apsion, Richard Armitage, Kathy Burke, Jennifer Ehle & Bronagh Gallagher                |
| 1999 | Love Story                 | Dave               | corto - junto a Paul Nicholls, Patsy Palmer, Ewen Bremner & David Thewlis                                 |
| 1998 | Elizabeth                  | Earl de Sussex     | junto a Cate Blanchett & Joseph Fiennes, Christopher Eccleston & Geoffrey Rush                            |
| 1997 | Our Boy                    | Orme               | junto a Ray Winstone, Pauline Quirke, Perry Fenwick & Rowena Cooper                                       |
| 1997 | Nil by Mouth               | Mark               | junto a Ray Winstone, Kathy Burke, Charlie Creed-Miles & Laila Morse                                      |
| 1995 | I.D.                       | Equipo Previo      | junto a Richard Graham, Perry Fenwick, Philip Glenister & Saskia Reeves                                   |
| 1994 | Doggin' Around             | Wells              | junto a Elliott Gould, Alun Armstrong, Geraldine James, Ewan McGregor & Larry Lamb                        |
| 1989 | Tank Malling               | Danny              | junto a Ray Winstone, Amanda Donohoe, Glen Murphy, Jason Connery & Nick Berry                             |
| 1989 | First and Last             | Dave               | junto a Joss Ackland, Pat Heywood, Lionel Jeffries, Deborah Findlay & Tom Wilkinson                       |
| 1988 | Empire State               | Danny              | junto a Jason Hoganson, Glen Murphy, Ian Sears & Martin Landau                                            |
| 1980 | McVicar                    | Conductor          | junto a Roger Daltrey, Adam Faith, Billy Murray & Steven Berkoff                                          |
| 1979 | The Quiz Kid               | Andy               | junto a Helen Mirren, John Woodvine, Michael Elphick & Peter Jeffrey                                      |
| 1999 | Sky Pirates                | Sydney             | junto a Adam Richens, Michael McVey & Sylvia O'Donnell                                                    |

### Productor&Guionista
| Año  | Serie/Película | Notas     |
| ---- | -------------- | --------- |
| 2003 | Family         | guionista |
| 1989 | Tank Malling   | productor |

### Apariciones
| Año  | Programa         | Notas              |
| ---- | ---------------- | ------------------ |
| 2011 | The Wright Stuff | panelista invitado |

## Premios y nominaciones
| Año  | Categoría           | Premio             | Serie      | Resultado |
| ---- | ------------------- | ------------------ | ---------- | --------- |
| 2013 | Villain of the Year | British Soap Award | EastEnders | Nominado  |
| 2013 | Best Exit           | British Soap Award | EastEnders | Nominado  |
| 2012 | Best Bad Boy        | Inside Soap Award  | EastEnders | Nominado  |
| 2012 | Best Newcomer       | TV Choice Award    | EastEnders | Nominado  |
| 2012 | Best Newcomer       | British Soap Award | EastEnders | Nominado  |